# حزب المحافظين (النرويج)
حزب المحافظين أو حزب اليمين (باللغة النرويجية: Høyre) هو حزب سياسي في النرويج، ينتمي إلى التيار اليميني المُحافِظ أو الليبرالي المحافظ، وهو أكبر حزب سياسي من تيار يمين الوسط في النرويج ويقود الحكومة الائتلافية الحالية. زعيمة الحزب الحالية (منذ 2004)، ورئيسة الوزراء النرويجية السابقة هي إرنا سولبرغ. ولدى الحزب 37,033 عضوا مسجَّلا (2012).
في الانتخابات البرلمانية لعام 2013 أنهى الناخبون ثمان سنوات من حكم حزب العمال. وصعد حزب المحافظين في النتائج بناءً على وعود بتخفيضات ضريبية وخدمات أفضل وقواعد أكثر صرامة بشأن الهجرة. تم تشكيل تحالف حاكِم من حزب المحافظين وحزب التقدم، بدعم من الحزب الليبرالي والحزب الديمقراطي المسيحي. وعلّقت سولبرغ أن فوزها كان «انتصارا تاريخيا للأحزاب اليمينية في الانتخابات».

## التاريخ
تأسس حزب المحافظين في عام 1884، كثاني أقدم حزب سياسي في النرويج بعد الحزب الليبرالي. في عهد ما بين الحربين العالميتين كان أحد الأهداف الرئيسية للحزب تحقيق تحالف لوسط اليمين ضد الحركة العمالية المتنامية في وقت تراجُع الحزب.
في فترة ما بعد الحرب وحتى عام 2005 شارك الحزب في ست حكومات، منها حكومتان في الستينيات (حكومة لينغ وحكومة بورتن)، وحكومة أقلية من المحافظين في الثمانينيات (حكومة ويلوش الأولى)، وحكومتين من ثلاثة أحزاب في الثمانينات أيضا (حكومة ويلوش الثانية وحكومة سيسه)، وأخيرا حكومة بونديفيك الثانية عام 2000.
حصل الحزب في انتخابات عام 2005 على 14.1% من الأصوات، وفي 2009 حصل على نسبة 17.2%. وفي 2013 حصل على 26.8% و48 مقعدا في البرلمان. وأخيرا في 2017 حصل على 25% من الأصوات.

## الإيديولوجيا
يُعتبر المحافظين حزباً إصلاحياً يؤكد على التقاليد السياسية المحافِظة المعتدلة، ويلتزم بسياسات السوق الحر، بما في ذلك التخفيضات الضريبية والمشاركة الحكومية القليلة نسبياً في الاقتصاد. وهو مع ذلك يؤيد استمرار دولة الرعاية الاجتماعية في النرويج. كما يؤيد انضمام النرويج للاتحاد الأوروبي، رغم أنه لا يعطي أولوية لتلك القضية في الوقت الراهن.
والمحافظين هو الحزب الوحيد في البرلمان النرويجي الذي يقترح خفض الإنفاق العام. وكثيرا ما يتم ربط الحزب بالثروة، فطوال تاريخه تعرَّض لهجوم من قِبل اليسار بأنه يدافع عن الأغنياء ويرعى مصالحهم. وفيما يخص السياسات الاجتماعية للحزب فهي ليبرالية تماما: فقد صوَّت مثلا في عام 2008 لصالح قانون يعترف بزواج المثليين وحقوق التبني للمثليين.
يتبنّى الحزب موقفاً متحيزاً لإسرائيل فيما يخص القضية الفلسطينية، حيث يعارِض جميع أشكال مقاطعة إسرائيل، ويرى أن حق العودة الفلسطيني غير واقعي، ويرغب بتوسيع العلاقات الثنائية البنّاءة مع إسرائيل. وبعد أحداث السابع من أكتوبر 2023 أعرب حزب المحافظين عن تحفظه بشأن توقيت الاعتراف بدولة فلسطين، معتبراً أن القرار اتُخذ في توقيت غير مناسب، رغم دعمه العام للفكرة.

## رؤساء وزراء وسياسيون من الحزب
فرانسيس هاغروب - رئيس وزراء (1895–1898) و(1903–1905)
كريستيان ميكلسن - رئيس وزراء (1905–1907)
أوتو باهر هالفورسن - رئيس وزراء (1920–1921) و(1923)
إرنا سولبرغ - رئيس وزراء (2013–2021)
مورتن ماير - وزير (2001–2005)
بورغه برنده - وزير الخارجية (2013–2017)
ليندا ميدالين - لاعبة كرة قدم وسياسية محلية
كريستين ماير - بروفيسور اقتصاد وسياسية